# Lavannes
Lavannes é uma comuna francesa na região administrativa do Grande Leste, no departamento de Marne. Estende-se por uma área de 17.77 km², e possui 576 habitantes, segundo o censo de 2018, com uma densidade de 32 hab/km².